# BT'63
『BT'63』（ビーティー ロクジュウサン）は、池井戸潤の小説。長編小説。

## 概要
著者の池井戸が「いつも心の中にある大切な小説です」と語る、1963年と2000年の世界を行き来する父と息子をめぐる感動長編。
『小説トリッパー』（朝日新聞出版）2000年夏季号から2001年春季号まで連載され、大幅な加筆のうえ2003年6月13日に同社より単行本が刊行された。2006年06月15日に上下巻に分冊のうえ講談社文庫版が刊行され、2023年5月16日には講談社文庫の新装版が刊行された。
2025年3月28日には講談社文庫新装版を底本としてハーパーコリンズ・ジャパンから単行本が刊行された。
タイトルのBTは文庫本の表紙では「Bonnet Truck」のルビがふられ、文庫本新装版公式ページでは「Back To」の略称であることが示唆される作品解説がなされている（Back To 1963）。

## あらすじ
2000年
大間木琢磨は心の病で入院中に亜美と離婚し、川崎の実家に荷物が引き取られていた。退院した琢磨は荷物の整理中、亡くなった父・史郎のものと思われるホテルのボーイのような派手な制服を見つける。母の良枝は、知り合う前に父が勤めていた運送会社の制服だろうと告げると、琢磨はその制服を着た男がオレンジ色のボンネットトラックの幌から小荷物を取り出し、琢磨に声をかけ家の中に入る姿が頭に浮かぶ。
琢磨は衝動的に制服に袖を通すと、「デコンプレバーを引け」と叫ぶ声、大型トラックが並ぶターミナルの風景、緑色のスポーツカーに乗る女性、「三つ葉銀行」の鋭い目つきの男、黄ばんだ洗面台の鏡に映る若き日の父の姿を夢に見る。琢磨は夢を回想するとトラックには「相馬運送」と書かれており、制服の裏にも「相馬運送 大間木」と刺繍されていた。
夢に見た風景が気になり、琢磨は記憶を頼りに産業道路沿いに三つ葉銀行や相馬運送が妄想ではなく、過去に実在したことを突き止める。
1963年
相馬運送で経理を担当する大間木史郎は、総務部長の権藤から三つ葉銀行への融資交渉を丸投げされ、融資担当の桜庭厚から収益改善を求められる。史郎は新たな事業を考えあぐねていたところ、求人の貼り紙を見た竹中鏡子が娘の可奈子を連れて事務所に現れる。史郎は社長の相馬平八に伺いを立てたうえ、夫を亡くし親戚を頼り上京したという鏡子を雇い、経理の補助を任せる。
ある日、史郎は「宅配」という言葉が閃き、個人相手の小口配送を思いつく。史郎はこのアイデアを鏡子に打ち明け、二人で事業計画をまとめていく。しかし鏡子が出勤しない日があり、心配になった史郎は彼女の住むアパートを訪れと、鏡子が実は夫からの暴力を恐れて逃げ出しており、その夫に見つかり乱暴されたことを知る。史郎は鏡子と可奈子を自分のアパートに匿う。
一方、史郎はボンネットトラック21号車「BT21」の走行距離の抜き打ち検査から、運転手の平勘三・片岡鉄男コンビと和家一彦・下田孝夫コンビの交代班が運行ルート以上の距離を走行していると気づく。彼らが隠れて何をしているのか確かめるため、史郎は愛車のスバル360で密かに尾行する。

## 登場人物
年代の断りがない場合、2000年時点の人物設定。

### 主要人物
大間木 琢磨（おおまぎ たくま）
ソフト会社の元従業員。34歳。2年前に激務とストレスから心を病み入退院を繰り返し亜美と離婚、会社も退職する。
運送会社で奮闘する自分の知らない若き日の父の姿を夢見たことから父の足跡を追い、自分自身の存在を確認する旅をする。
大間木 史郎（おおまぎ しろう）
琢磨の父親。あまり感情を表に出さない滅私奉公を地で行く男。京浜鉄鋼所の経理であったが5年前に亡くなる。
1963年当時、後頭部の鋭い痛みに時折悩まされるも相馬運送での宅配便事業の成功、愛する鏡子との生活のため奮闘していた。

### 周辺人物

#### 琢磨の関係者
大間木 良枝（おおまぎ よしえ）
琢磨の母親。59歳。心を病んだ息子を心配する。史郎とは彼が鉄鋼所に再就職してから出会い結婚している。
産後に体調を崩し琢磨を連れて長野の実家で療養したので、琢磨が相馬運送を知っているはずがないという。
谷川 亜美（たにがわ あみ）
琢磨の元妻。琢磨が心を病むと離婚を切り出し、外資系の金融コンサルタントを退職。復縁を迫る琢磨に結婚する相手がいると告げる。
コンサル退社後、借金の返済に昼はバイト、夜は六本木のクラブと働きつめて体調を崩し倒れてしまう。
桜庭 厚（さくらば あつし）
三つ葉銀行の元行員。70そこそこ。羽田支店で相馬運送の融資を担当し、史郎のことを覚えていた。
当初は警戒していたが、相馬運送の記憶を掘り起こし、図書館で調べるなど父の足跡を追う琢磨に協力する。BT21を呪われたトラックという。

#### 史郎の関係者
1963年当時の史郎の関係者
竹中 鏡子（たけなか きょうこ）
相馬運送の従業員。29歳。夫の暴力から逃れるため親戚を頼り山口県から上京し、経理の仕事を探していた。
竹中 可奈子（たけなか かなこ）
鏡子の娘。4歳。糀谷保育園に通う。熱を出すなど病気になりがちで鏡子を心配させる。
桜庭 厚（さくらば あつし）
三つ葉銀行羽田支店 融資担当。大仏顔に鋭い目をした男。30そこそこだが相当な切れ者。融資継続の条件に史郎へ相馬運送の収益改善を求める。
成沢（なるさわ）
闇の住人。そげ落ちた頬に薄い唇をした痩せた男。黒のスーツにぴかぴかの靴を履く。黒塗りのベレルを運転する。
猫寅（ねことら）
異形の坊主。傷痍軍人の白い服を着たアコーディオンを抱える右足が義足の大男。

### 1963年

#### 相馬運送
西糀谷の産業道路沿いにある運送会社。
相馬 平八（そうま へいはち）
社長。痩軀長身で背広のよく似合う男。戦後の混乱期に相馬運送を創業する。
上昇志向の強い男であったが、5年前に結核で妻を亡くすと自堕落な経営者に成り下がる。
権藤 毅（ごんどう たけし）
総務部長。馬面に黄色い歯。相馬の遠縁。都合のいいことだけ報告する傾向がある。銀行への融資交渉を史郎に丸投げする。
相馬 倫子（そうま のりこ）
平八の娘。大学生。男好きする容姿。小遣いをせびりによく来社する。愛車は左ハンドルで緑色の日野コンテッサ。
平 勘三
BT21の運転手。大正2年生まれの50男。赤銅色の皮膚をした背の低い男。いこいを愛飲している。愛車はカブ。
博打で100万円の借金を抱えていたところ、借金の立て替えを持ち掛けた成沢から1回10万円で木箱の運送を依頼され、それを引き受ける。
片岡 鉄男（かたおか てつお）
BT21の運転手。26歳。平とコンビ。ボクサー崩れの男。
和家 一彦（わけ かずひこ）
BT21の運転手。20代半ば。ぼさっとした風貌、熊のような巨体で頑丈な印象。
倫子と交際しており、交代勤務を終えた深夜1時、事務所棟の3階にある社長室で倫子と行為に及ぶ。
下田 孝夫（しもだ たかお） / 田木 幹夫（たぎ みきお）
BT21の運転手。和家とコンビ。無口で眼底にぞっとするような冷たさがある暗い目をした男。
細川（ほそかわ）
営業職。20そこそこで栄養の周りが悪そうなもやしのような男。
末松（すえまつ）
営業職。史郎と同年輩の男。当直の日に人事資料の入ったロッカーを荒らされる。
亀田（かめだ）
営業部長。
中柴（なかしば）
荷扱いの班長。古参社員。ごま塩頭に濁った目。酒好き。
垂井（たるい）
BT21の新人運転手。

#### その他（1963年）
木島
警視庁の刑事。鉤鼻。夜勤の始まるころ相馬運送の敷地前に現れ、BT21に視線を向ける。
柏木 亨（かしわぎ とおる）
倫子の元交際相手。数年前に大学を卒業するも作家を目指し定職に就いていない。
倫子から別れを切り出されると嫌がらせを始め、待ち伏せをして付け回すようになる。
柳瀬 敏夫（やなせ としお）
鏡子の夫。可奈子の父親。40前。逃げ出した鏡子を追い上京、探し当てると彼女に優しい言葉をかけ復縁を迫るが拒まれ、暴力を振るう。
鏡子を連帯保証人にして仕事もほどほどに遊んだツケが回り借金取りに追われ、借金返済に彼女の稼ぎを当てにしている。
山田（やまだ）
柳瀬が山谷で知り合った50間近の元日雇い労働者。親戚の「たちばな寝具」の従業員が1人辞めたのを機に雇用され小型オート三輪でルートセールスを行う。
廃棄物処理場の老人
相模原廃棄物処理場の痩せこけて濁った目をした60近い男。成沢の依頼で持ち込まれた木箱を裁断機の刃物で粉砕し、焼却する。

### 2000年
内藤（ないとう）
広尾にある都立病院の医師。琢磨の担当医。デコンプレバーとはエンジン内の圧力を解放するレバーと琢磨に教える。
安西（あんざい）
中央シティ銀行 羽田支店の年配の女性行員。前身の三つ葉銀行時代の相馬運送が確認できる担当エリアを示した住宅地図を琢磨に渡す。
後日、羽田支店の歴史展での展示品の出品者リストを琢磨に郵送してくれ、桜庭の所在が判明する。
緒方 芳夫（おがた よしお）
緒方ガレージの先代社長。1963年、史郎からBT21の解体を依頼された半年後、鉄鋼所に再就職していた史郎と飛び込み営業で再会、取引先となる。
BT21を壊すのがもったいなく売れないものかと置いていたところ、しばらくすると史郎が引き取りに現れたと琢磨に教える。
片倉 雅子（かたくら まさこ）
亜美の同僚。独断で顧客の資金を運用し損失を生じさせたコンサルの榊原の身代わりに亜美は引責退社したと琢磨に教える。
榊原（さかきばら）
亜美の職場の上司。独断で顧客の資金3億円を運用し1億円の損失をだすが、結婚をちらつかせ亜美に責任を転嫁する。
琢磨にそのことを指摘されると、まだ妄想を見ているのではと言い返したため押し倒される。
狭山（さやま）
彦島にある南風泊水産の社長。下関市立彦島西中学の同窓会ホームページの管理者。
鏡子の消息を追い彦島を訪れた琢磨に、同級生だった田辺滋子と会えるよう連絡してくれる。
田辺 滋子（たなべ しげこ）
鏡子の中学時代の同級生。67歳。旧姓は徳田。鏡子との面識はなかったものの卒業アルバムを琢磨に閲覧させる。
樋口 純夫（ひぐち すみお）
笹塚にある樋口自動車の社長。白髪交じりのパーマに無精髭。50代。
桜庭の記憶からBT21の行方を捜す琢磨に、取引したであろう先代社長の父は去年亡くなったと告げる。
尾山 清一（おやま せいいち）
三浦にある尾山農園の社長。山男のような髭を蓄えた体格のいい男。自動車いじりが趣味。
羽多 智子（はた ともこ）
西糀谷4丁目（旧 新宿町）に住む鏡子の叔母。可奈子の養母。
高田 歌織（たかだ かおり）
可奈子の娘。幼稚園児。

## 用語
- BT21 - 相馬運送のボンネットトラック21号車。日野DS10型。グリーンのボンネット。

## 書籍情報
- 単行本：朝日新聞出版、2003年6月13日、ISBN 978-4-02-257843-3[2][3]
- 単行本：ハーパーコリンズ・ジャパン、2025年3月28日、ISBN 978-4-596-72664-3[7]
- 文庫本：講談社文庫、2006年6月15日、上巻 ISBN 978-4-06-275413-2[4] / 下巻 ISBN 978-4-06-275414-9[5]
- 文庫本：講談社文庫【新装版】、2023年5月16日、上巻 ISBN 978-4-06-531801-0[1] / 下巻 ISBN 978-4-06-531802-7[6]

オーディオブック化されていて、杉山怜央の朗読により、2023年にAudibleからデータ配信されている。